# Sparganothis rubicundana
Sparganothis rubicundana es una especie de polilla del género Sparganothis, categorizada en la tribu Sparganothini, de la subfamilia Tortricinae.
Fue descrita por Herrich-Schaffer en 1856 y publicada en Syst. Bearbeitung Schmett. Eur. 6: 155.

## Distribución
Se distribuye por Europa: Polonia, en la región de Silesia.